# Veiga (Culleredo)
Veiga(llamada oficialmente San Silvestre de Veiga) es una parroquia española del municipio de Culleredo, en la provincia de La Coruña, Galicia.

## Geografía
La parroquia de Veiga ocupa toda la parte sudoccidental del municipio de Culleredo, localizándose en el valle alto del río Valiñas y ascendiendo hasta las serrezuelas de Montes do Castro y Castelo de Veiga, que son las estribaciones occidentales del Monte Xalo.
Se establece, así, un acusado contraste entre la parte norte de la parroquia (baja, llana y que contiene a la mayor parte de la población) y la parte sur de la misma (alta, costanera y ocupada por masas forestales). Dicha parte baja de la parroquia se conoce como Valle de Veiga y es un profundo valle bastante llano y fértil por donde fluye la parte alta del río Valiñas.
Veiga posee una estación de ferrocarril de la línea del Eje Atlántico La Coruña - Vigo, situado en el núcleo de población de Bregua, al norte de la parroquia (Estación de Bregua).

## Entidades de población
Entidades de población que forman parte de la parroquia:
- Esfarrapa (A Esfarrapa)
- Boedo
- Bregua
- Cabana
- Lamelas
- Peiro de Abaixo

## Demografía
| Gráfica de evolución demográfica de Veiga entre 2000 y 2019 |
|                                                             |
| Datos según el nomenclátor publicado por el INE.            |